# Minamisōma, Fukushima
Minamisōma (南相馬市 Minamisōma-shi) là thành phố thuộc tỉnh Fukushima, Nhật Bản. Tính đến ngày 1 tháng 10 năm 2020, dân số ước tính thành phố là 59.005 người và mật độ dân số là 150 người/km2. Tổng diện tích thành phố là 398,6 km2.

## Địa lý

### Đô thị lân cận
- Fukushima
  - Sōma
  - Iitate
  - Namie

## Giao thông

### Đường sắt
JR East - Tuyến Jōban
- Momouchi - Odaka - Iwaki-Ota - Haranomachi - Kashima

### Cao tốc/Xa lộ
- Jōban Expressway - Nút giao Minamisoma, Minamisoma-Kashima Service Area and Smart Interchange
- Quốc lộ 6
- Quốc lộ 114

## Văn hóa

### Thành phố kết nghĩa
- Pendleton, Oregon,  Hoa Kỳ